# Arrebatamento pré-ira
O arrebatamento pré-ira (ou simplesmente pré-ira) é um dos vários pontos de vista pré-milenistas sobre os acontecimentos do fim dos tempos entre os cristãos (principalmente evangélicos). Este ponto teológico afirma que os cristãos serão arrebatados algures na segunda metade da 70ª Semana de Daniel 9.27. É também chamado de Arrebatamento do 6º selo de Apocalipse.
Esta visão faz a distinção entre as palavras ira e tribulação sendo que Deus livrará a Igreja da ira mas não da Tribulação. 
A ira de Deus só começa a ser derramada depois da abertura do 7º selo e inclui as 7 trombetas de juízos e as 7 taças da ira (últimas pragas).
Esta visão (assim como o pré-tribulacionismo, mesotribulacionismo e pós-tribulacionismo cai sob o grande guarda-chuva do pré-milenismo) foi formalmente nomeada e divulgada por Marvin Rosenthal em seu livro "A Ira do Pré-Arrebatamento da Igreja", publicado pela editora Thomas Nelson, em 1990.

## Visão teológica

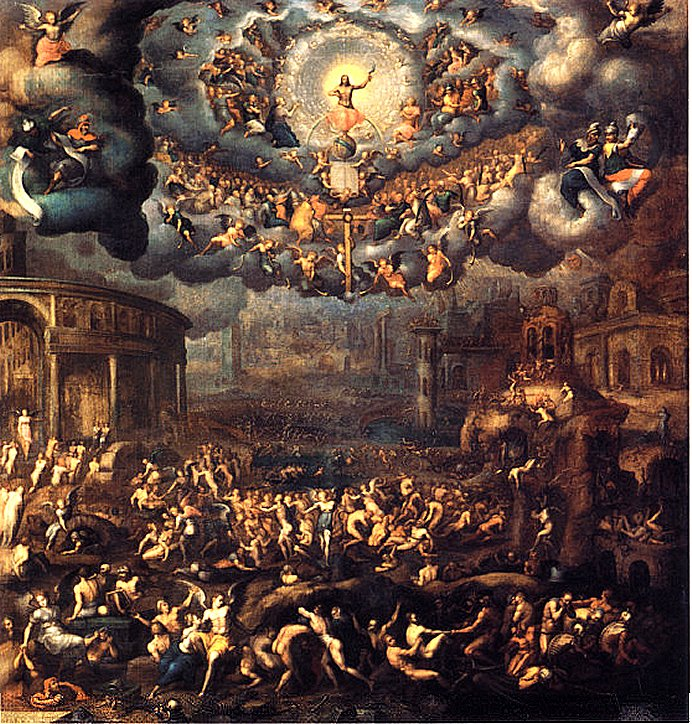
Quadro O Juízo Final, de Jean Cousin.

A posição pré-ira enfatiza a distinção bíblica entre tribulação (o que têm sido prometido aos cristãos) e da ira de Deus (que têm sido prometida libertação, salvação). Segundo a perspectiva pré-ira a 70ª Semana de Daniel de Dn 9.27 que se inicia com um acordo de paz e segurança celebrado entre o Anticristo, o 1º ministro de Israel e representantes de várias nações válido por 7 anos é dividida em 3 períodos proféticos:
1º O princípio das dores de Mt 24.1-8 (correspondentes aos primeiros 3 anos e meio dessa semana de anos)
2º A Grande Tribulação (que se inicia três anos e meio anos após o Anticristo fazer um pacto com os muitos de Daniel 9:27, no meio das setenta semanas de Daniel e depois da Abominação da desolação Mt 24.9-22) 
3º O Dia do Senhor também conhecido como o Dia da Ira de Deus (que se inicia após os sinais celestiais de Jl 2.31 profetizados por Jesus em Mt 24.29 e correspondentes à abertura do 6º selo do livro de Apocalipse Ap 6.12-17)
Este dia do Senhor terá os seguintes eventos contidos nele:
Em primeiro lugar: A Vinda visível de Jesus e o Arrebatamento da Igreja Mt 24.29-31; Mc 13.24-27.
Em segundo lugar: A Ira de Deus sendo derramada na terra:
a) 7º Selo
b) 7 Trombetas de juízos
c) 7 Taças da Ira de Deus
Em terceiro lugar: Armagedão
E em quarto e por último: O Reino Milenar de Jesus
"Setenta semanas" é uma referência a Daniel 9:24, onde cada dia da semana corresponde a um ano (para um total de sete). Após os primeiros três anos e meio da Semana profética, o Anticristo irá tornar-se conhecido com "a Abominação" que causa desolação e reinará durante esses três anos e meio anos (42 meses ou 1260 dias). Durante esse segundo período da 70ª Semana de Daniel o Anticristo, irá enganar as nações e perseguir a igreja e o remanescente de Israel.
Embora o momento exato do arrebatamento não seja conhecido, um dos pontos chave para a visão pré-ira é que o arrebatamento vem depois dos dias da Grande Tribulação que chegarão ao fim após a abertura do 6º selo de Apocalipse, ou seja, algures depois do meio da 70ª Semana de Daniel (abominação da desolação) e antes do fim dessa semana, no dia e hora que ninguém sabe, a Igreja será arrebatada.
Existe ainda uma segunda linha de pensamento minoritária entre aqueles que se podem englobar como crentes da visão "pré ira" que crê que a Igreja será arrebatada ao soar da 7ª Trombeta de Apocalipse que eles entendem como sendo "a última trombeta".
A aflição do povo de Deus será então cortada (de acordo com Jesus em Mateus 24, Marcos 13) com a segunda vinda de Cristo e do arrebatamento, e aqueles que são deixados para trás na Terra vão enfrentar os juízos do 7º selo, das 7 trombetas e das 7 taças da ira de Deus (Apocalipse 16:1) que são as últimas pragas, daí o termo pré-ira. A ira de Deus contra os ímpios segue para o restante dos sete anos, no que é conhecido como o Dia do Senhor.
Grande parte da opinião pré-ira é baseada em uma interpretação linear, cronológica da conta de Jesus sobre o fim dos tempos, em Mateus 24. Em contraste com a visão pré-tribulacionista tradicional que vê como sendo a ira de Deus todos o período de 7 anos da 70ª Semana de Daniel a visão Pré Ira enfatiza que a ira de Deus só começa a ser derramada na abertura do 7º Selo de Apocalipse, algures na 2ª metade dessa semana. E os acontecimentos posteriores ao arrebatamento são baseados em valor de face (método de interpretação histórico gramatical também chamado de literal), nas interpretações dos livros de Apocalipse e Daniel que entende por exemplo que as séries de selos e os juízos das trombetas e das taças do livro de Apocalipse estão em ordem cronológica.
Embora o conceito de que Jesus irá arrebatar a sua Igreja depois da Grande Tribulação e antes da Ira de Deus seja um conceito amplamente suportado pelas Sagradas Escrituras e crido na história desde o inicio da Igreja cristã porém de uma forma sistemática o primeiro a escrever um livro onde foi cunhado o termo "Arrebatamento Pré Ira" foi Marvin Rosenthal que em 1990 lançou o seu livro intitulado: "The Pre-Wrath Rapture of the Church", seguido de Robert Van Kampen com seus livros "The Sign" (1992) e "Rapture Question Answered-plain and simple" (1997). E atualmente já existem muitos livros especializados de teólogos da visão "Pré Ira".

## Questões
A visão pré-ira difere muito do Pré Tribulacionismo no que diz respeito a:
- a cronologia dos selos, trombetas e taças (tanto seqüencial quanto cronológica);
- o calendário e a natureza do reino de Cristo;
- o destino de Israel, durante e depois da tribulação.

Contudo, tais diferenças de como eventos específicos dentro da Profecia das 70 semanas ainda estão no âmbito da linha do tempo pré-ira.